# Стопанска история на Османската империя
Важен фактор в стопанската история на Османската империя е откриването от Васко да Гама на нов морски път от Западна Европа към Индия, с което пада османския монопол върху европейската търговия с Ориента. Друго важно събитие е откриването на Америка и въвеждането в стопанството на много нови културни растения.
В Османската империя продължило да има ангария, но не и крепостно право. Фискът спрямо мюсюлмани и християни не се различава много, с изключение на т.нар. кръвен данък. Социалните прослойки в османското общество са четири: военни; чиновници; търговци и занаятчии; земеделци.

## Селско стопанство
| година | население  |
| ------ | ---------- |
| 1520   | 11 692 480 |
| 1566   | 15 000 000 |
| 1683   | 30 000 000 |
| 1831   | 7 230 660  |
| 1856   | 35 350 000 |
| 1881   | 17 388 604 |
| 1906   | 20 884 000 |
| 1914   | 18 520 000 |
| 1919   | 14 629 000 |

Основа на османската икономика е селското стопанство. В сферата на аграрните отношения и режима върху земята османците въвеждат единствената радикална промяна. Изцяло е усъвършенствана пронията, трансформирана в спахилък. В османската стопанска и военна практика се налага термина „тимар“, откъдето произлиза и т.н. тимарска система или военно-ленна система. Ленните владения се отличават със своя временен и пожизнен характер. Наред с тимарите съществуват и безусловни владения върху земята наречени мюлкове, но те са в ограничени размери и само за членове на султанското семейство и заслужили пълководци. В Анадола съществува и симбиоза между земите мири, т.е. държавните и мюлковете (юртлук) – в Амасия, Кайзери, Сивас, Малатия и Токат, но това е изключение от общия аграрен режим. Този преходен режим позволява мирната интеграция на Анатолия в Османската империя.
В Османската империя съществуват вакъфи, първият от които е от 1348 г. в Бурса на Хамза бей, който през следващата година изгражда джамия и имарет в Изник.
Спахиите трябва да спазват условието по-голямата част от земята си да предадат за стопанисване и управление на раята (рум миллет). Тези владения се наричат бащинии – всяка бащиния обхваща толкова земя, колкото може да се обработва с чифт волове. Наследството върху бащиниите е по мъжка линия, докато Сюлейман Великолепни разрешава бащинията да се наследява и от дъщерите, ако наследодателят няма мъжки наследници.
Въпреки някои спорове сред османистите, в Османската империя няма крепостничество. Въвеждали са се подобни, но само временни мерки в края на 15 век – спрямо избягали селяни в Западна Анатолия, които изоставят бащиниите си и забягват на други места.
Селскостопанските култури в османската икономика са строго географски районирани, като за обогатяване и покачване на производството им спомага и т.нар. колумбов обмен, посредством който от Америка са пренесени повечето селскостопански култури на османска територия.
През 1695 г. е въведена системата маликяне, т.е. откупуване на фиска от обособено селскостопанско владение – срещу правото на пожизнена аренда. Въз основа развитието на тази система възникват чифлиците с чифликчийството през 18 век, а спахийския институт постепенно запада. Чифликчийството е най-развито в кюстендилското и тесалийското полета.

## Градско стопанство
Градското османско стопанство се характеризира с развитието на занаятчийството и строителството (дюлгерството). Османската икономика има развито градско цехово стопанство, отличаващо се от европейската манифактура със своя еснаф (първият регламент датира от 15 май 1658 г. под името „Табак“ на кожарите в Елбасан). През 1664 г. е открита в Солун първата османска манифактура за производство на сукно, през 1725 г. по времето на т.нар. епоха на лалетата в Константинопол се открива и манифактура за производство на кехлени плочки, а през 1744 г. в Ялова и за производство на хартия.
Времето на индустриалната революция за османската империя съвпада с времето на външнополитически (Кючуккайнарджийски договор) и вътрешнополитически сътресения (Кърджалийство).
Първата фабрика в Османската империя е в Сливен и е българска – на Добри Желязков. Първата железопътна линия в Османската империя също е в българските земи – Русе-Варна, днес железопътна линия 9 (България).

## Търговия
Османската вътрешна и външна търговия способства за развитието на стопанството. Премахнати са всякакви фискални бариери пред единния пазар. Освен традиционните петъчни пазари по места, в Османската империя възникват през 16 век и панаирите. Първите капитулации до 1740 г. са изгодни за османците – те способстват развитието на външната търговия, без да накърняват местните производители и търговци.
През 1740 г., след Белградския мирен договор на Кралство Франция са предоставени неограничени времеви и безусловни права на най-облагодетелствана нация, последвани и от други такива, които в крайна сметка въвеждат империята в свръхзадлъжнялост през 19 век – към отпуснати английски и френски капитали, довели след себе си до т.нар. „лихварски въпрос“.

## Икономическа криза
За заслугите на френската дипломация по сключването на Белградския мирен договор Франция получава през 1740 г. първата неравноправна капитулация в османската история.
След възкачването на султан Мустафа III османската външна политика остава сравнително мирна и балансирана, докато новият султан под въздействието на френската дипломация, не се решава да нападне Русия, което води до поражение и договора от Кайнарджа.
Новият султан Абдул Хамид I поема империята с напълно изсмукани от войната публични финанси, поради и което Високата порта решава за първи път в историята да търси държавен заем отвън, а и с цел да посрещне очертаващата се нова и поредна руско-турска война. Шериатът не допуска подобна възможност и падишахът се вижда принуден по османското право да вземе разрешение от шейх юл-исляма – Мехмед Кямил. Разрешение е получено, обаче се стига до парадоксалната ситуация да няма кой да отпусне заем на съдържателя на светите земи. Холандия първа отказва, последвана от Испания и османските васали – Мароко, Алжир и Тунис при управлението на Селим III.